# Sara Scuderi

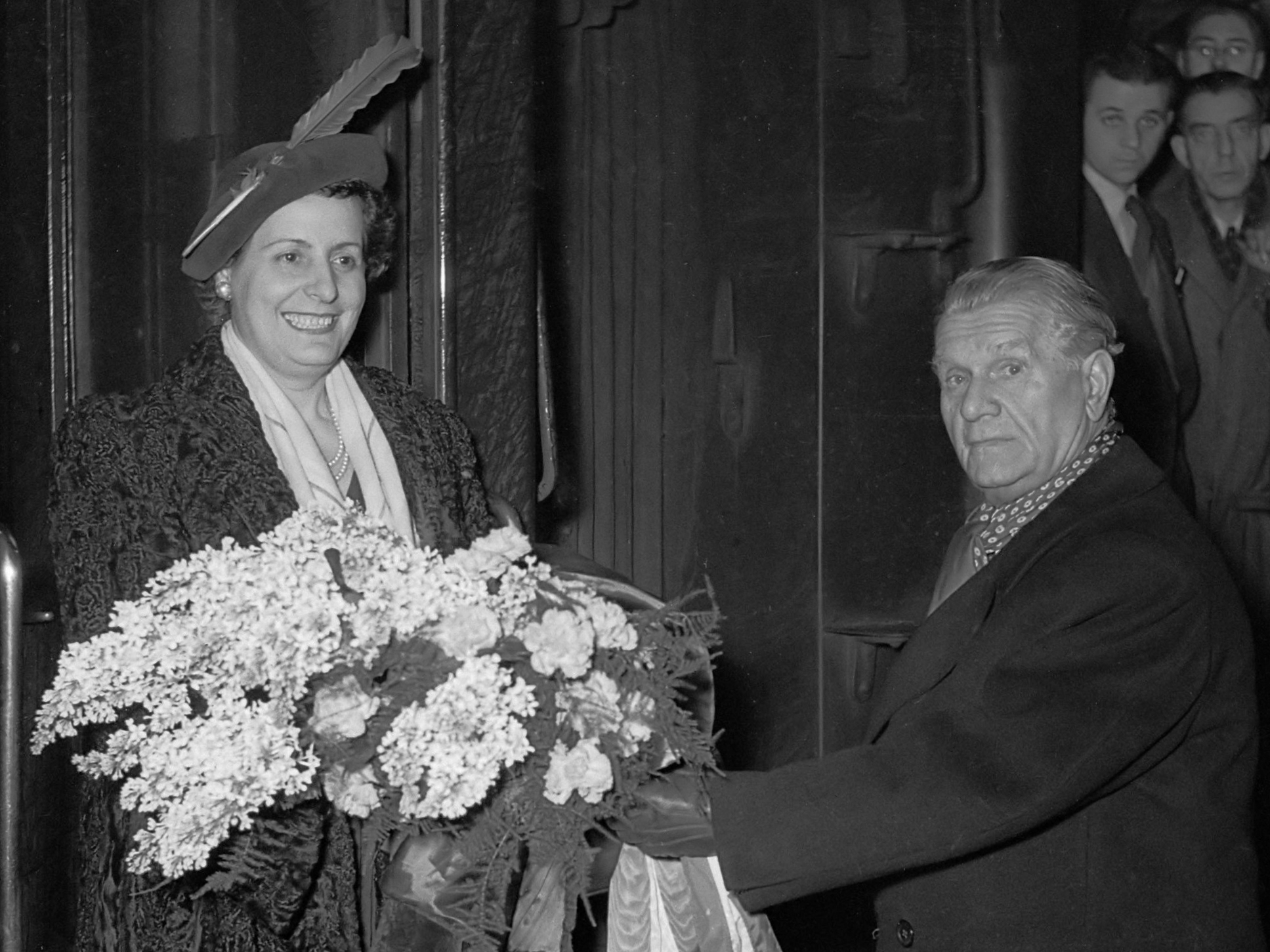
Sara Scuderi und Alex Wunnink (1952)

Sara Scuderi (* 11. Dezember 1906 in Catania; † 24. Dezember 1987 in Mailand) war eine italienische Opernsängerin (Sopran).

## Leben
Scuderi wurde in Catania, Sizilien geboren. Ihr Studium absolvierte sie unter Matteo Adernò.
Ihr Bühnendebüt gab sie am Teatro Coccia in Novara als Desdemona in Verdis Otello. 1926 ging sie in die Niederlande, wo sie schnell populär wurde. 1929–1931 ging sie in Lateinamerika auf Tournee. In der Folge sang sie wieder in Holland, aber auch an den großen Opernhäusern in Italien und in Europa. 1932 debütierte sie an der Mailänder Scala, wo sie bis 1945 häufig auftrat. Für ihre Interpretation von Puccinis Tosca wurde sie überregional gefeiert. Die Produktion der Tosca in den Terme di Caracalla in Rom mit Beniamino Gigli und Luigi Montesanto gilt als legendär. Scuderi sang in den Uraufführungen  von Ernst Kreneks Cefalo e Procri (Teatro Goldoni, Venedig 1934), von Gian Francesco Malipieros Giulio Cesare (Genua 1936) und von Ezio Camussis Il volto della Vergine.
Ihren Abschied von der Bühne vollzog sie Ende der 1940er Jahre. Danach war sie als Gesangslehrerin in Mailand tätig.
In ihrem letzten Lebensabschnitt lebte Scuderi in der Casa di Riposo per Musicisti, dem weltweit ersten Altenheim für pensionierte Musiker und Opernsänger, gegründet 1896 von Giuseppe Verdi. Der Regisseur Daniel Schmid filmte Scuderi 1984 in seiner Dokumentation Il Bacio di Tosca über den Alltag in diesem Altersheim. Scuderi lauschte dem Klang ihrer Stimme auf Schallplatten und begann mitzusingen. Drei Jahre später starb Scuderi.